# بیمارستان چشم آراویند
بیمارستان چشم آراویند (به انگلیسی: Aravind Eye Hospital) بیمارستانی در هند است که در ۱۹۷۶ میلادی ساخته شد.